# اس‌ام یو-۹۵
اس‌ام یو-۹۵ (به انگلیسی: SM U-95) یک زیردریایی بود که طول آن ۷۰٫۶۰ متر (۲۳۱٫۶ فوت) بود. این زیردریایی در سال ۱۹۱۷ ساخته شد.